# Автозаводский мост
Автозаво́дский мост в Москве — трёхпролётный автодорожный мост балочно-консольной конструкции из предварительно напряжённого железобетона через реку Москву. Расположен на трассе Третьего транспортного кольца между Даниловским районом и заводом имени Лихачёва. Построен в 1959—1961 по проекту Гипротрансмоста (инженер С. Я. Терёхин, архитекторы К. Н. Яковлев, Ю. Н. Яковлев) на замену деревянного Староданиловского моста постройки 1915—1916 годах.

## Староданиловский мост
Деревянный Староданиловский мост был построен в 1915—1916 годах по проекту Н. Я. Калмыкова для обслуживания бурно развивавшихся южных окраин города. Мост располагался в 300 м ниже по течению, чем современный мост, — по трассе нынешнего Новоданиловского проезда. Мост имел три пролёта по 70 м с центральной подъёмной секцией длиной 20 м, которая поднималась на 2 метра для пропуска судов (для прохода под мостами речные суда складывали мачты, но в данном случае этого было недостаточно). При реконструкции речного хозяйства в 1930-е годы деревянный Староданиловский мост был сохранён.
В советские годы на мосту было два трамвайных пути и две полосы для автомобильного движения. В 1953 году было принято решение о замене моста; в том же году была сделана попытка консервации (антисептирования) верхних поясов ферм моста, начавшего к тому времени гнить. «Составы для антисептирования были ядовитые, работали одни женщины с надетыми масками». Это не могло решить проблем с пропускной способностью, и в 1959 году был заложен новый Автозаводский мост. Староданиловский мост проработал до пуска нового моста в 1961 году. Рядом с нынешним мостом сохранились старые опоры.

## Современный мост
Автозаводский мост имеет три пролёта 36.4 + 148.6 + 36.4 м, с шарниром в середине руслового пролёта. В поперечном сечении, основа моста — четыре коробчатые балки шириной по 5.5 м; высота балок от 7.5 м над опорами до 2.65 м в замке пролёта. Балки — сборные, из коробчатых элементов массой до 160 т. Затяжку обеспечивают 576 стальных тросов диаметром 45 мм. Для перекрытия боковых пролётов использовалась та же неудачная конструкция балок, что и на метромосту в Лужниках и на Беговом путепроводе.
При эксплуатации моста сразу же выявился недостаток его конструктивной схемы и метода сборки — постепенная деформация пролётного строения с проседанием замка свода; к 1990 году просадка свода достигла 1.3 м от расчётной высоты. Главная причина такого поведения моста — упрощённый метод сборки. Пролётное строение должно было монтироваться из блоков навесным методом так, чтобы все блоки и изготавливались в одинаковых условиях, и монтировались в одинаковых условиях. В действительности одна из консолей собиралась внавес, а другая — на подмостьях. Консоль, собранная внавес, к моменту затяжки свода уже исчерпала естественный предел ползучести, а консоль, собранная на подмостьях, ещё не прошла этот этап — как следствие, развился сдвиг между консолями. 4 сентября 1992 мост был закрыт на ремонт; «Мостоотряд № 4» проводил ремонтные работы до 1996 года (мост был открыт для движения 4 августа 1995 года), однако главный недостаток системы с шарниром в замке свода он устранить не мог. Вторично мост был закрыт с 27 декабря 2000 по 12 декабря 2001 года в связи с включением его в Третье транспортное кольцо. Тогда были заменены боковые пролёты «лужниковского типа» и добавлены боковые эстакады съездов.
До 1986 года по мосту ходили трамваи, соединявшие станции метро «Тульская» и «Автозаводская» (далее — до станции метро «Пролетарская»). С 1986 года в связи с ремонтом моста трамвайное движение было отменено. Восстановлено в 1988 году, когда эта ветка превратилась в тупиковую (сразу за мостом было оборотное кольцо). Окончательно трамвайные линии были сняты в сентябре 1992 года, в связи с закрытием моста на многолетний ремонт.
В октябре 2016 года на мосту было ограничено движение в связи с проведением ремонтных работ. Перекрыты левые полосы в обоих направлениях, что создало серьёзные заторы движения на третьем транспортном кольце.